# Недобаєва
Недобаєва — річка в Україні, у Звенигородському районі Черкаської області. Ліва притока Неморожа (басейн Південного Бугу).

## Опис
Довжина річки приблизно 2,5 км.

## Розташування
Бере початок у селі Стара Буда. Тече переважно на південний схід і впадає у річку Неморож, праву притоку Гнилого Тікичу.